# All for You (album Janet Jackson)
All for You è il settimo album di inediti della cantante statunitense Janet Jackson, pubblicato dalla Virgin Records il 24 aprile 2001.
È diventato il quinto album consecutivo della cantante a raggiungere la numero 1 della classifica statunitense Billboard 200 superando il record stesso della cantante per il maggior numero di copie vendute nella sua prima settimana (605 128 copie). L'album ha ricevuto 3 nomination ai Grammy Award, tra cui Miglior album pop vocale, vincendo un Grammy come Miglior registrazione di musica dance per la title track, All for You.
L'album raggiunse la top 5 della maggior parte dei paesi a livello internazionale e fu l'album pop internazionale più venduto dell'anno in Giappone. È stato inoltre certificato doppio disco di platino dalla Recording Industry Association of America (RIAA).

## Descrizione
Dopo le profondità tematiche e musicali di The Velvet Rope, la cantante decise di sterzare verso sonorità più allegre e argomenti più edonistici. Il lavoro fu coprodotto, come d'abitudine, da Jimmy Jam & Terry Lewis, che con la cantante realizzarono tracce che mescolano una varietà di generi: nella prima parte del disco e per la prima volta nella carriera della Jackson, compaiono canzoni che trattano in maniera esplicita del sesso (China Love, Love Scene, When We ooh e Would You Mind), caratterizzate da un andamento lento, un cantato sensuale e sussurrato e atmosfere languide (saranno seguite negli album a venire da brani analoghi come Moist e Warmth in Damita Jo, Take Care e Love2love in 20 Y.O. e Discipline nell'album omonimo); un gruppo di brani, invece, abbraccia con energia suoni danzerecci, come Come on Get Up e il singolo di lancio, la title track All for You, che alla sua uscita restò alla posizione numero 1 della classifica statunitense dei singoli per sette settimane consecutive; un'altra serie di canzoni ha un sapore maggiormente rock, come Trust a Try e il terzo singolo estratto Son of a Gun, un duetto con Carly Simon dal suono molto aggressivo che contiene anche una campionatura della sua You're So Vain; presenti delle ballate classiche come Truth, riflessione sugli aspetti più amari e duri del successo, e Better Days, un invito ad affrontare le difficoltà dell'esistenza; infine il secondo singolo Someone to Call My Lover, dalle sonorità pop-country, che riscosse ampi consensi a livello mondiale, e una versione remixata del successo Doesn't Really Matter, uscito un anno prima estratto come singolo principale dalla colonna sonora del film La famiglia del professore matto.

## Promozione

### Singoli e videoclip

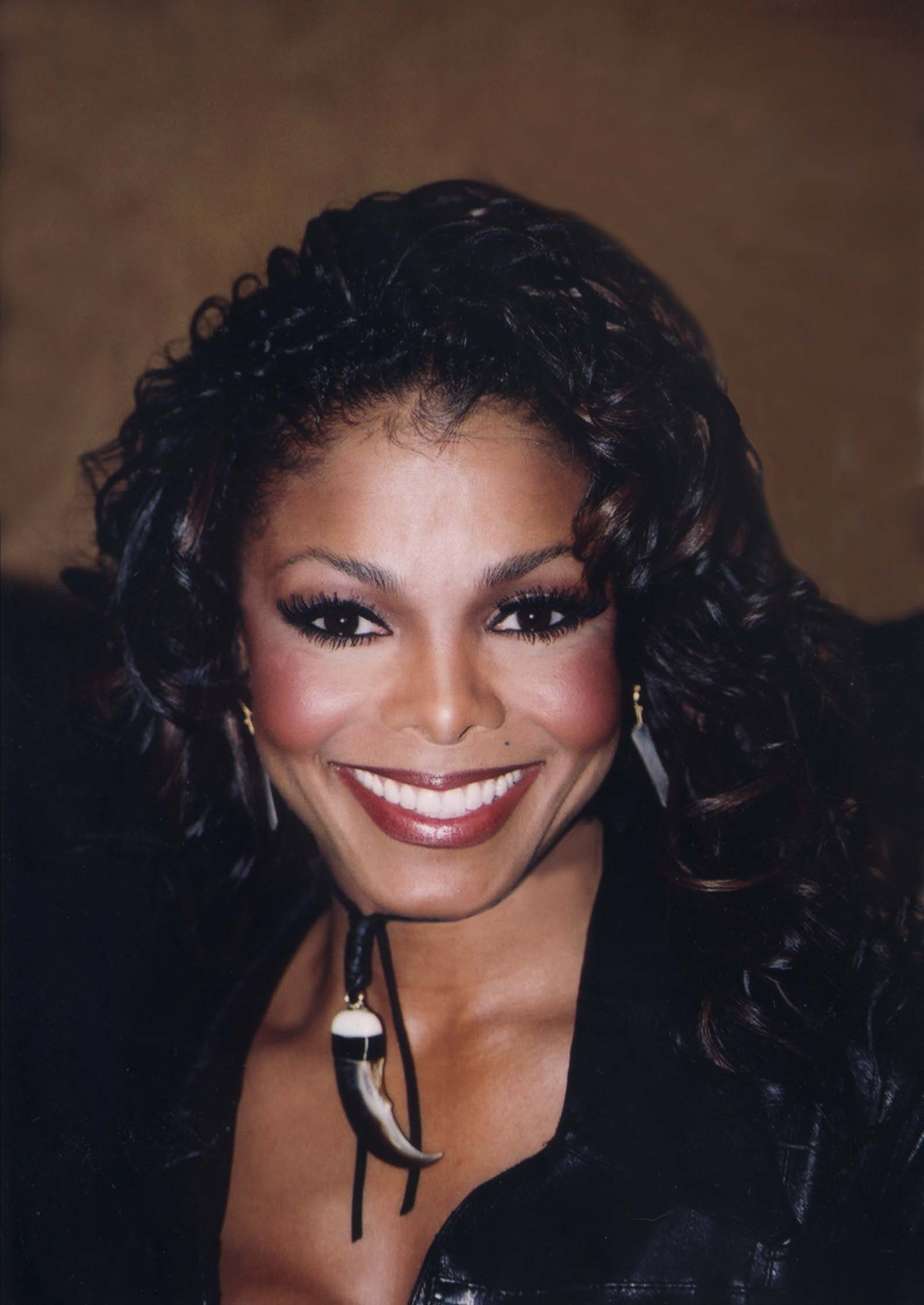
Janet Jackson nel 2002 durante la promozione di All for You.

Il singolo di lancio fu la title track All for You, un pezzo dance-pop (che campiona The Glow of Love del gruppo musicale italiano Change) che divenne presto un successo internazionale trascinando l'album verso le vette delle classifiche e vinse un Grammy come "Miglior brano dance" nel 2001. Il videoclip che lo accompagna, diretto da Dave Meyers, ha uno stile cartoonesco e raffigura la cantante in una metropolitana mentre si invaghisce di un ragazzo e, scesa dal vagone, comincia a ballare con le sue amiche cantando della sua infatuazione.
Il secondo estratto fu Someone to Call My Lover, una canzone country-pop che campiona Ventura Highway degli America e parla della voglia di intraprendere una nuova relazione amorosa nel momento in cui una vecchia storia è finita. Il videoclip relativo, diretto da Francis Lawrence, sottolinea questa voglia di libertà e di un inizio nuovo, mostrando la protagonista in un viaggio lontano dalla città, alla guida di un'auto, per le campagne statunitensi.
Il terzo e ultimo singolo estratto fu Son of a Gun (I Betcha Think This Song Is About You), cantato assieme a Carly Simon, che contiene anche un campionamento della sua You're So Vain, brano dalle sonorità marcatamente pop-rock, atto d'accusa contro la prepotenza maschile nei confronti delle donne. Per il relativo videoclip, diretto ancora da Lawrence, fu realizzata una versione della traccia con la partecipazione di Missy Elliot. Nel video figurano tre streghe del giorno d'oggi che inseguono in un parcheggio sotterraneo un giovane ragazzo, probabilmente reo di prepotenze nei confronti di una donna, del quale, una volta raggiunto, le donne si vendicano, umiliandolo.
Grazie al successo che l'album ebbe in Giappone, a fine 2002 venne pubblicato un ultimo singolo promozionale solo nel paese: Come on Get Up, senza però un video ad accompagnarlo.

### Programmi TV
La cantante si esibì in vari programmi televisivi per promuovere l'album in tutto il mondo. Tra le maggiori spicca la partecipazione nel marzo 2001 al primo MTV Icon, uno speciale per celebrare la sua carriera dove parteciparono molti artisti che si esibirono in suo tributo eseguendo sue canzoni, che si concluse con una esecuzione della Jackson e delle sue ballerine in All for You. In Italia partecipò alla puntata di Quelli che il calcio l'8 aprile 2001, cantando ancora All for You accompagnata dal suo corpo di ballo.

### All for You Tour
A sostegno dell'album la Jackson intraprese il suo quarto tour mondiale, l'All for You Tour, che partì il 7 luglio 2001 da Portland, Stati Uniti, e si concluse, prima del tempo, il 16 febbraio 2002 a Honolulu, Hawaii. Il tour avrebbe dovuto toccare anche l'Europa, ma venne interrotto anticipatamente a causa dei problemi di sicurezza dovuti agli attentati dell'11 settembre 2001. Sempre per lo stesso motivo, fu cancellata anche una partecipazione della cantante agli MTV Europe Music Awards 2001.

## Accoglienza
| Recensione       | Giudizio |
| ---------------- | -------- |
| Rolling Stone    |          |
| AllMusic         |          |
| Robert Christgau | B-       |

Il disco venne accolto positivamente quasi da tutta la critica musicale, anche se alcuni critici lamentarono però l'eccessiva sensualità dei brani più esplicitamente sessuali, ritenendoli eccessivamente costruiti, poco spontanei e noiosi.
Su Metacritic l'album ebbe una valutazione favorevole con un punteggio di 73 su 100.
Il critico musicale Anthony DeCurtis di Rolling Stone dichiarò: «A trentacinque anni Jackson è diventata una veterana dell'R&B e ha guadagnato la sua statura non attraverso l'innovazione ma attraverso la coerenza», lodando i produttori Jimmy Jam e Terry Lewis (con un aiuto occasionale dal produttore di hip hop Rockwilder) che «rinfrescano il suono a sufficienza da renderlo attuale mentre onorano le radici di una delle prime famiglie del soul», definendolo un album che «non sonda un terreno molto nuovo, ma è fresco, familiare e attraente come ci si sarebbe aspettati dalla Jackson, e non è un piccolo risultato».
Anche AllMusic lodò l'album dichiarando: «Ha creato un disco lussurioso e sensuale, che si dipana piacevolmente in settanta minuti».
Robert Christgau scrisse una critica più aspra, dichiarando: «una volta Janet era una giovane repressa che scopriva la sua sessualità, e questo era divertente per tutti; ora è una ricca 35enne che chiede sesso [...] il brivido è sparito», dando comunque all'album una valutazione positiva "B-".
Il New York Times descrisse l'album come «non immediatamente melodico come i precedenti album della Jackson», ma scrisse che compensava l'orecchiabilità perduta con una sfacciata stranezza.
L'album ha continuato ad essere lodato da molti critici nel corso degli anni; nel 2021, in una retrospettiva per i 20 anni dalla sua pubblicazione, il sito Vulture lo ha definito «un risveglio» aggiungendo che esso è stato «la rivendicazione della Jackson di un erotismo senza traumi, che invece privilegiava la passione, il romanticismo, l'entusiasmo e la disinvoltura».

## Tracce
1. Intro – 1:00
2. You Ain't Right – 4:32 (Janet Jackson, James Harris III, Terry Lewis, Dana Stinson)
3. All for You – 5:29 (Janet Jackson, James Harris III, Terry Lewis, David Romani, Wayne Garfield, Mauro Malavasi)
4. 2wayforyou (Interlude) – 0:19
5. Come on Get Up – 4:47 (Janet Jackson, James Harris III, Terry Lewis, Dana Stinson)
6. When We Oooo – 4:34 (Janet Jackson, James Harris III, Terry Lewis)
7. China Love – 4:36 (Janet Jackson, James Harris III, Terry Lewis)
8. Love Scene (Ooh Baby) – 4:16 (Janet Jackson, James Harris III, Terry Lewis)
9. Would You Mind – 5:31 (Janet Jackson, James Harris III, Terry Lewis, Dana Stinson)
10. Lame (Interlude) – 0:11
11. Trust a Try – 5:16 (Janet Jackson, James Harris III, Terry Lewis, Dana Stinson)
12. Clouds (Interlude) – 0:19
13. Son of a Gun (I Betcha Think This Song Is About You) (feat. Carly Simon) – 5:56 (Janet Jackson, James Harris III, Terry Lewis, Carly Simon)
14. Truth – 6:45 (Janet Jackson, James Harris III, Terry Lewis, James Wright, Stan Vincent)
15. Theory (Interlude) – 0:26
16. Someone to Call My Lover – 4:32 (Janet Jackson, James Harris III, Terry Lewis, Dewey Bunnell)
17. Feels So Right – 4:42 (Janet Jackson, James Harris III, Terry Lewis, Dana Stinson)
18. Doesn't Really Matter – 4:24 (Janet Jackson, James Harris III, Terry Lewis)
19. Better Days – 5:05 (Janet Jackson, James Harris III, Terry Lewis)
20. Outro – 0:09

Durata totale: 72:49

### Edizioni speciali
La versione giapponese del CD contiene la traccia extra Who, prodotta dai Neptunes.
Il 20 novembre 2001, fu pubblicata un'edizione speciale a tiratura limitata dell'album comprendente un DVD e con una scaletta leggermente modificata: il brano Would You Mind è sostituito da due bonus track, che sono due remix di Son of a Gun, quello con la partecipazione di Missy Elliot e uno prodotto da P. Diddy.
Il DVD contiene i videoclip della cantante del "periodo Virgin Records", ovvero quelli usciti tra il 1993 e il 2001, alcuni filmati sulla realizzazione dei video di janet., The Velvet Rope e All for You e l'esecuzione dal vivo di All for You durante lo speciale dedicatole da MTV, MTV Icon.

## Successo commerciale
Il disco fu accolto abbastanza bene internazionalmente. Negli Stati Uniti nella prima settimana l'album vendette ben 605 128 copie, le vendite della prima settimana più alte di un disco di Janet Jackson, per un totale di circa tre milioni a fine promozione. Nel Regno Unito l'album vendette 150 000 copie circa e ricevette un Disco d'oro, così come in Italia e altri paesi. Entrò nei primi dieci posti in classifica in diversi dei più importanti mercati mondiali e raggiunse la vetta in nove, totalizzando circa 7 milioni e mezzo di copie. All for You è stato il dodicesimo album più venduto dell'anno 2001 in tutto il mondo ed è stato uno degli album più venduti del decennio 2000 negli Stati Uniti e il quinto album più venduto della Jackson.

## Classifiche
| Classifica (2001)                    | Punto più alto | Certificazione | Vendite         |
| ------------------------------------ | -------------- | -------------- | --------------- |
| Argentina                            | 9              |                |                 |
| Australia                            | 3              | Oro            | 35 000          |
| Belgio                               | 3              |                |                 |
| Canada                               | 1              | 3× platino     | 300 000         |
| Cile                                 | 1              | 2x platino     | 40 000          |
| Danimarca                            | 21             | Oro            | 15.000          |
| Paesi Bassi                          | 4              |                | 50 000          |
| Estonia                              | 2              |                |                 |
| Europa                               | 1              |                |                 |
| Finlandia                            | 14             |                | 10 000          |
| Francia                              | 2              | Oro            | 177 000         |
| Germania                             | 3              | Oro            | 225 000         |
| Grecia                               | 3              |                |                 |
| Hong Kong                            | 1              |                |                 |
| Irlanda                              | 16             |                |                 |
| Italia                               | 10             |                | 60 000          |
| Giappone                             | 4              |                | 750 000         |
| Nuova Zelanda                        | 6              | Oro            | 7 000           |
| Norvegia                             | 4              |                |                 |
| Portogallo                           | 5              |                |                 |
| Sudafrica                            | 1              | 4× Platino     | 200 000         |
| Sud Corea                            | 1              |                | 40 000          |
| Spagna                               | 12             |                | 60 000          |
| Svezia                               | 4              |                | 25 000          |
| Svizzera                             | 2              | Oro            | 25 000          |
| Taiwan                               | 1              |                |                 |
| Regno Unito                          | 2              | Oro            | 100 000         |
| Stati Uniti                          | 1              | 3× platino     | 3 100 000       |
| Stati Uniti (album rhythm and blues) | 1              |                |                 |
| Totale                               |                |                | 6 000 000 circa |